# Tomoplagia titschacki
Tomoplagia titschacki är en tvåvingeart som beskrevs av Erich Martin Hering 1941. Tomoplagia titschacki ingår i släktet Tomoplagia och familjen borrflugor.
Artens utbredningsområde är Peru. Inga underarter finns listade i Catalogue of Life.